# 羽前千岁站
羽前千岁站（日语：／ Uzen-Chitose eki */?）位于山形县山形市長町二丁目，是东日本旅客铁道（JR東日本）管辖的鐵路車站。
本站接入奥羽本线和仙山线两条线路。本区间奥羽本线爱称为山形线。仙山线已本站作为终点，但是所有列车都直通运行至奥羽本线山形站。由于山形新干线是1435mm标准轨，JR在来线为1067mm窄轨，因而本站至山形站区间为单线并列运行。

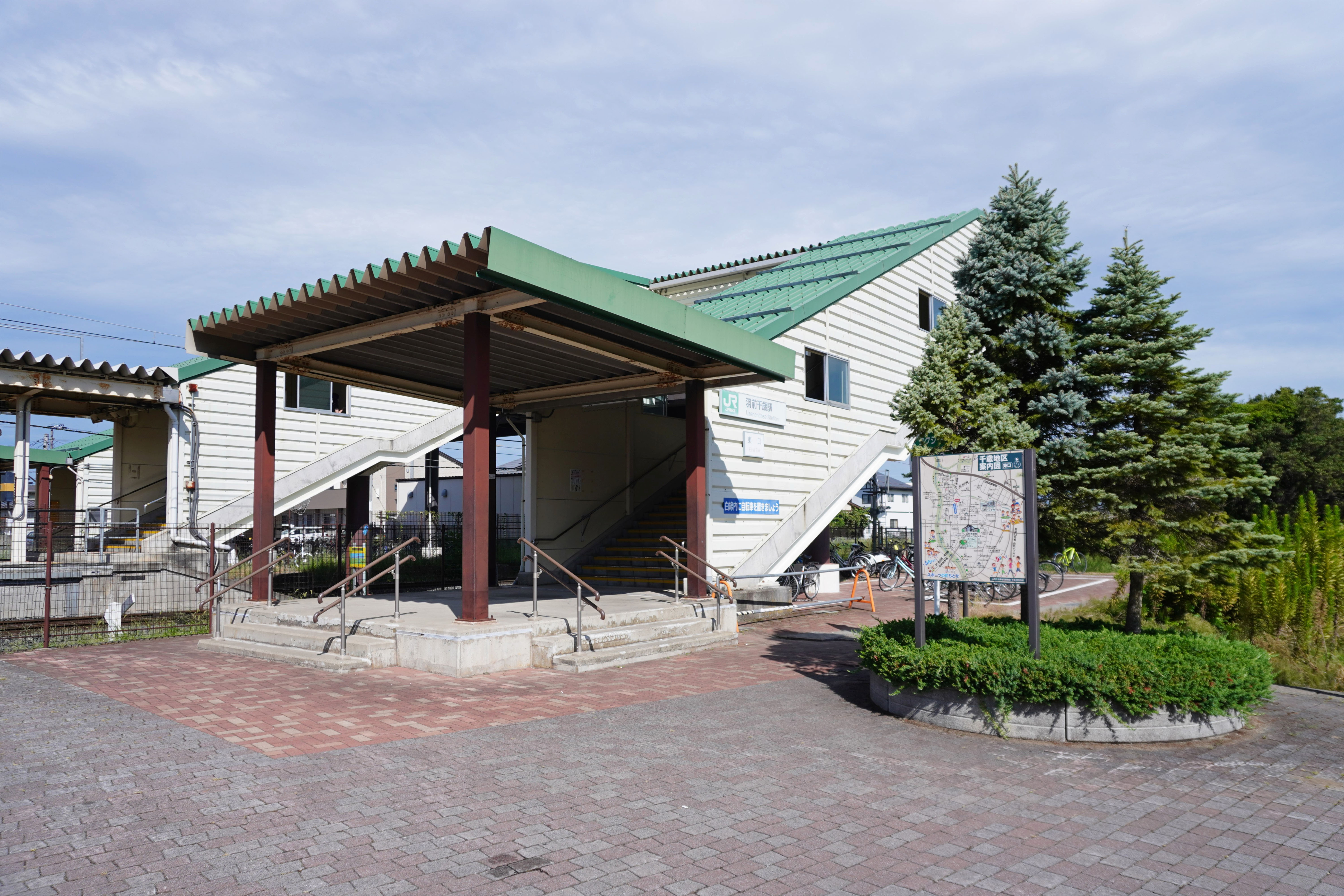
東口（2023年9月）

## 历史
- 1933年10月17日：与仙山系线山寺区间同时投入运营[4]。
- 1986年11月1日：简易委托化。
- 1987年4月1日：国铁分割民营化后成为JR东日本车站。
- 1999年12月4日：站房拆除，代行跨线桥改建。
- 2005年3月28日：所有仙山线快速列车停靠本站。

## 车站结构

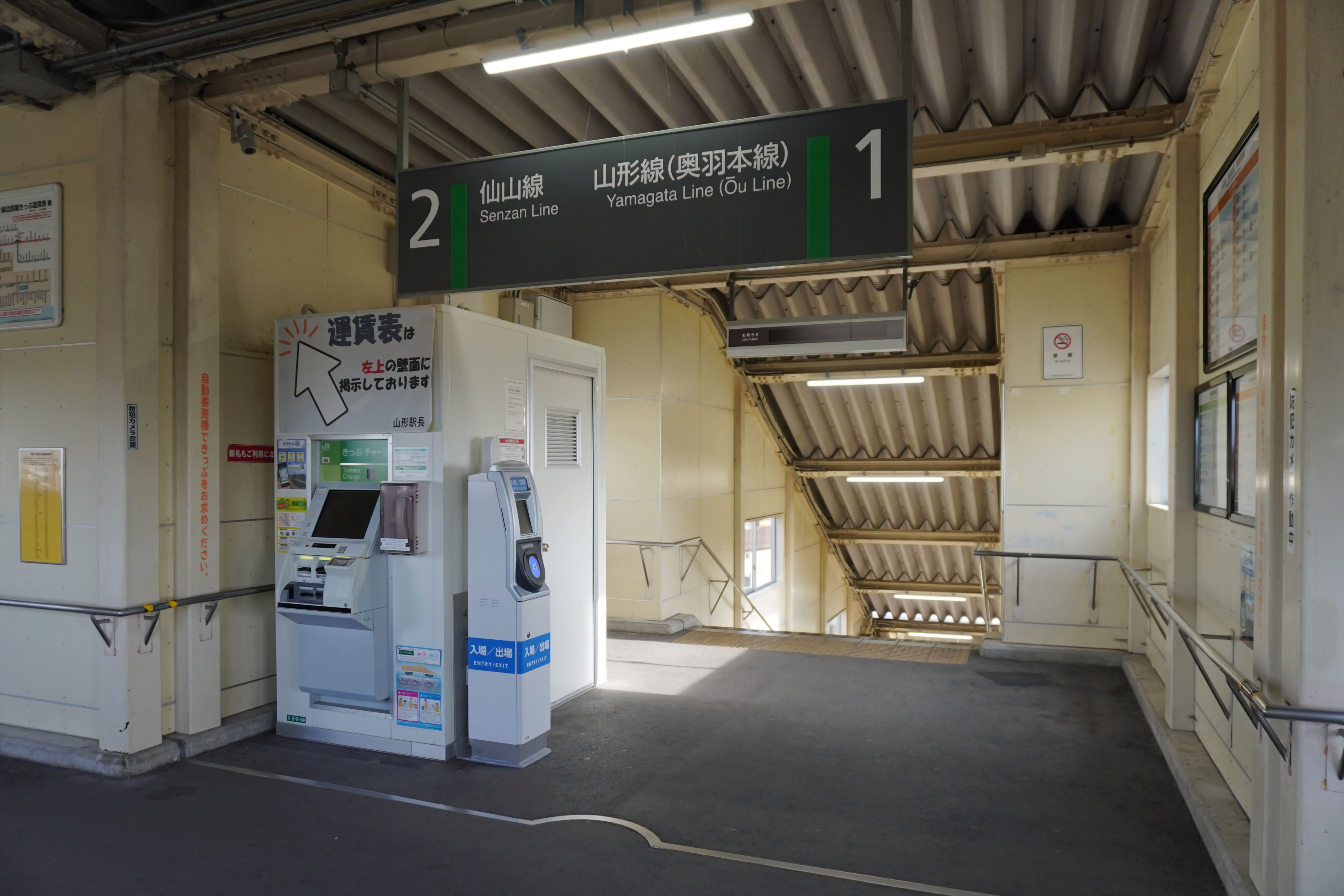
驗票口（2024年3月）

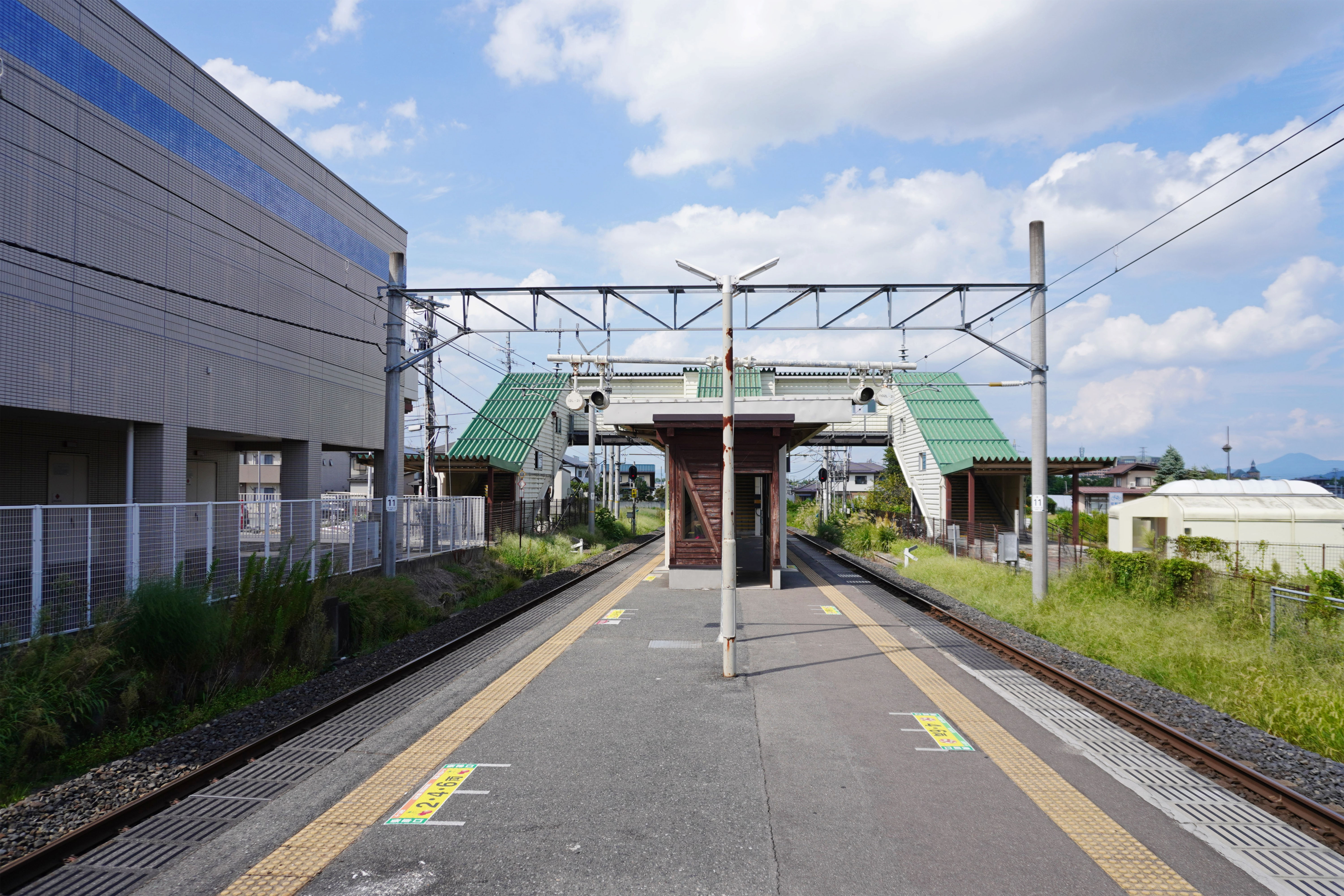
月台（2023年9月）

本站為岛式站台1台2线的地面车站。东侧2站台停靠仙山线列车，西侧1站台停靠奥羽本线列车，站台不区分上下行。本站是由山形站管理的无人站。

### 站台配置
| 站台 | 路线    | 方向 | 目的地         |
| ---- | ------- | ---- | -------------- |
| 1    | ■山形线 | 下行 | 新庄、横手方向 |
| 1    | ■山形线 | 上行 | 山形、福岛方向 |
| 2    | ■仙山线 | 下行 | 山形方向       |
| 2    | ■仙山线 | 上行 | 山寺、仙台方向 |

车站南侧窄轨与标准轨平面交叉。

## 相邻车站
東日本旅客铁道（JR東日本）
■山形线（奥羽本线）
■普通
北山形 －羽前千岁－南出羽
■仙山线（本站至山形站间为奥羽本线）
□快速
北山形－羽前千岁－（上行部分列车停靠楯山站）－山寺
■普通
北山形－羽前千岁－楯山